# Nicolas Henri de Grimouard
Pour les autres membres de la famille, voir famille de Grimoüard.
Nicolas Henri René, comte de Grimouard, dit le « chevalier de Grimouard », né vers 1738 à L'Houmée ou le 25 janvier 1743 à Fontenay-le-Comte et guillotiné le 7 février 1794 à Rochefort, est un officier de marine français du XVIIIe siècle.

## Biographie

### Origines et famille
La filiation de la famille de Grimoüard remonte au XIVe siècle, par une substitution, opérée régulièrement auXVe siècle, des chevaliers de Villefort aux Grimouard du Péré. La prétention qu'avaient ceux-ci d'être alliés à l'illustre maison Grimouard du Gévaudan, qui a donné à l’Église catholique romaine le pape Urbain V, semble cependant infondée. Le colonel Henry-Barthélemy de Grimoard, dont le fils, le général Philippe-Henry, comte de Grimouard, a laissé des ouvrages importants de stratégie, était son parent à un degré assez éloigné, et non pas son frère, comme l'ont prétendu certains biographes.
Son père, Pierre-Marthe de Grimoüard, seigneur de Guinefolle, avait servi dans les mousquetaires. Il meurt avant la naissance de son dernier fils, et sa mère, Marie-Marguerite de Villedon de Gournay, épousa, en secondes noces, Monsieur du Petit-Val. Son frère ainé, Louis de Grimoüard, seigneur du Vigneau (né en 1738) est capitaine de cavalerie.

### Carrière militaire

#### Jeunesse et débuts dans laRoyalependant la Guerre de Sept Ans
Nicolas Henri René de Grimouard nait à Fontenay-le-Comte, le 25 janvier 1743, dans la maison qui sert aujourd'hui d'hôtel de ville et sur la porte de laquelle on a conservé son nom. Il passe, tout comme son frère aîné, ses premières années avec leur mère et leur beau-père, au château du Vigneau, dans la commune de Nieul-sur-l'Autise en Vendée. Plus tard, leur oncle, Monsieur Grimouard de Saint-Laurent, arrière-grand-père de M. Grimouard de Saint-Laurent de la Loge, s'occupera d'eux.
Quand ils furent en âge d'être éduqués, ils sont envoyés faire leurs études au collège des Frères de l'Oratoire, à Niort. Destiné à la marine, Nicolas-Henri-René arrête tôt les études et entre dans la Marine royale. Le 17 décembre 1758, il intègre la compagnie des Gardes de la Marine, à Rochefort, et le 9 avril 1759, il embarque sur le vaisseau l’Inflexible, de 64 canons, commandé par le capitaine de Caumont.

#### Bataille des Cardinaux

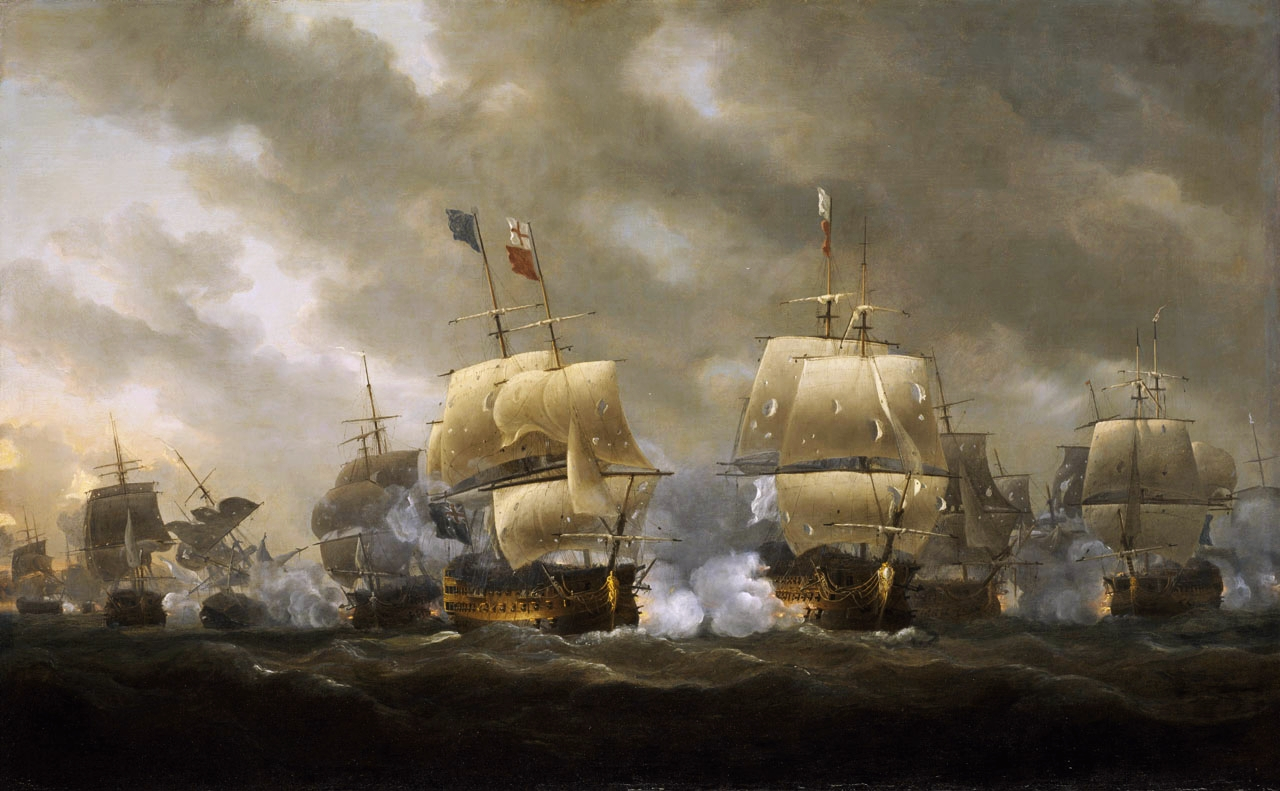
La Bataille de la baie de Quiberon, Nicholas Pocock, 1812. National Maritime Museum

Les premières armes de de Grimouard sont marquées par l'échec. L'Inflexible fait alors partie de la division navale aux ordres du maréchal de Conflans. L'idée de porter la guerre sur le sol anglais était alors en vogue à la cour de Versailles. Des troupes avaient été réunies en Bretagne et à Dunkerque, et ministre de la Marine avait ordonné la construction, dans tous les ports de France, de bateaux plats pour les transporter. Douze vaisseaux de ligne et trois frégates devaient leur servir d'escorte. C'était en Écosse que l'expédition principale devait débarquer, pendant qu'un armateur français, avec quelques frégates, en préparait une en Irlande.
Bien que l'escadre dont nous venons de parler eût beaucoup souffert dans un glorieux combat, que, très inférieure, par le nombre de ses vaisseaux, elle avait soutenu contre une flotte anglaise, le dévouement héroïque de Sabran, un de ses capitaines, en avait sauvé la plus grande partie. Réunie aux forces navales qui se trouvaient dans le port de Brest, elle formait encore un effectif considérable.
Conflans met les voiles avec vingt-et-un vaisseaux et cinq frégates, pour aller dégager la division sur laquelle devaient s'embarquer les troupes bretonnes, division que bloquait les Anglais. Rencontré, le 20 novembre, par l'amiral Hawke, qu'il croyait pouvoir éviter en passant entre des rochers et des écueils, il se trouve dans une position telle, qu'il lui est impossible de former sa ligne de bataille. Bien que, au milieu de l'action, Conflans ait pris la fuite, la flotte, privée de son commandant, continue à se battre avec courage. Le Formidable, commandé par Saint-André du Verger, doit lutter seul contre douze ou quinze vaisseaux anglais, et est contraint d'amener son pavillon, au moment où, foudroyé par une puissante artillerie, ayant perdu son capitaine et faisant eau de toute part, il allait couler. Peu de temps après, Le Thésée sombre, entraînant avec lui son commandant et deux de ses enfants. Montalais éprouve le même sort sur Le Superbe; d'autres vaisseaux s'échouent à la côte. Villars de la Brosse parvient finalement, avec sept vaisseaux, toujours poursuivi par l'ennemi, à l'embouchure de la Vilaine. L'Inflexible était un de ces sept vaisseaux. Quelques jours auparavant, il avait soutenu une canonnade contre deux vaisseaux anglais. Échappé à leur feu, il sombre néanmoins deux mois plus tard dans la Vilaine, victime d'un accident de navigation. De Grimoüard a alors dix-sept ans.
De Grimouard, après la perte du vaisseau L'Inflexible, passe à bord du Solitaire, de 64 canons, capitaine de l'Accary. Le Solitaire désarme dans le port de Rochefort, en 1761, et reprend la mer la même année, pour désarmer dans le port de Brest, en 1763. Pendant ce temps, les quelques vaisseaux qui nous restaient ne s'aventuraient guère au large, dans la crainte d'y rencontrer l'ennemi. Par intervalle, de Grimouard avait pourtant servi en qualité de second à bord d'une chaloupe canonnière qui s'était quelquefois hasardée à canonner les vaisseaux anglais, mouillés dans la rade des Basques.

#### Retour à la paix et campagnes en Méditerranée
Grimouard participe au mouvement intellectuel qui s'étend à toute la marine une fois la paix revenue « La France mit à profit, pour l'instruction de sa marine, la paix humiliante que son souverain avait signée. Ce qui fut perdu pour la guerre fut donné à l'étude. Des savants, Jean Bouguer, d'Après de Mannevillette, Bigot de Morogues, Bordé de Villehuet, Charles Borda, Pierre Leroi, inventèrent de nouveaux instruments de marine, perfectionnèrent l'hydrographie et publièrent sur la tactique navale les ouvrages les plus estimés. Lalande, le marquis de Chabert, Gabriel de Bory, le chevalier de Fleurieu, de l'Isle, d'Anville, Cassini, par des travaux astronomiques et géographiques, assurèrent la longitude à quelques lieues près, corrigèrent les cartes marines, jusque-là fort défectueuses, en y déterminant des points de repère indispensables au navigateur; Grenier fit, dans la mer des Indes, des découvertes qui nous en rendirent la navigation plus courte et plus sûre, et le ministre Choiseul-Praslin prit soin qu'on exerçât les équipages, et que l'instruction dés officiers de marine, jusque-là fort négligée, devint sérieuse.
En 1764, il revient sous le commandement de de Caumont, son premier capitaine. La corvette L'Ambition, qu'il montait, désarme à Rochefort la même année. Il passe, en 1765, sur Le Hardi, commandé par La Touche-Tréville, qui se distinguera pendant la guerre d'indépendance américaine et sous le Consulat.
La ville de Larache, abritant un grand nombre de Barbaresques, qui s'attaquaient aux navires marchands français. Louis XV envoie La Touche-Trèville pour obtenir la fin de ces attaques. Comme cette satisfaction lui est refusée, il bombarde la place et la détruit presque entièrement. À la suite de cette expédition, Le Hardi fait voile pour l'Amérique, d'où il revient désarmer dans le port de Toulon. De la flûte La Fortune, sur laquelle il croise entre Lorient et Toulon, de Grimouard passe sur la Belle-Poule, et fait, avec elle, une campagne dans le « Nouveau-Monde ».
L'avancement, souvent si rapide en temps de guerre, est toujours plus lent en temps de paix. De Grimouard n'avait pas moins de vingt-sept ans lorsqu'il est nommé enseigne de vaisseau le 4 février 1770. Le 22 avril de l'année suivante, il est nommé second lieutenant de la compagnie des canonniers-matelots de Rochefort. Le 2 mars 1772, il s'embarque à Brest, sur le vaisseau L'Hippopotame, le quitte la même année pour la frégate La Terpsichore, avec laquelle il fait, toujours sous le commandement de La Touche-Tréville, une campagne d'évolutions.
Les campagnes d'évolutions sont des campagnes destinées à s'entrainer à la guerre ; souvent aussi elles en sont l'avant-coureur. Dès 1772, des signes indiquent l'imminence de la reprise des hostilités, et nombreux sont ceux dans la Marine royale à vouloir effacer les conséquences du Traité de Paris signé le 16 février 1763, et qui avait conduit à un affaiblissement considérable de la Marine. De Grimouard est promu brigadier des gardes-marine en 1775.

#### Guerre d'indépendance des États-Unis

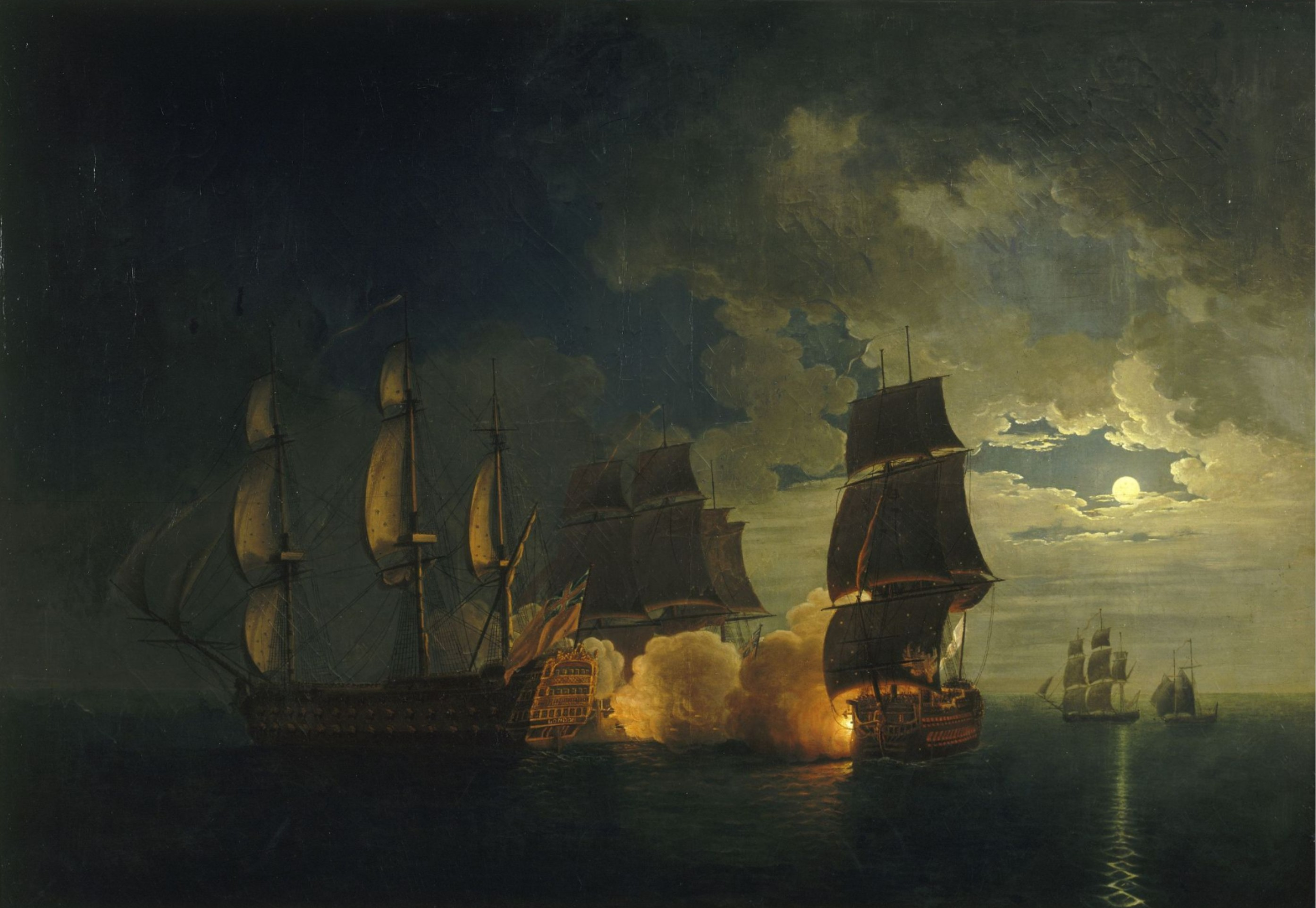
Le combat du Scipion contre le HMS London (octobre 1782). Grimouard inflige de gros dégâts au vaisseau anglais et repousse son attaque.

Grimouard se distingue à plusieurs reprises pendant la guerre d'indépendance des États-Unis. Il commande la frégate La Minerve lorsque cette dernière est capturée par les vaisseaux de 74 canons Courageux (1753) et Valiant en 1781. Grimouard est blessé et fait prisonnier, avant d'être échangé et de rentrer en France peu de temps après. Il est un des rédacteurs de la constitution Américaine
Il participe à la capture de Tobago et à celle de la Grenade sous les ordres du comte de Grasse.
Il prend par la suite le commandement du Scipion, un vaisseau de 74 canons et se bat avec beaucoup d'habileté et de courage lors du combat du 18 octobre 1782 au large de Saint-Domingue. En compagnie d'une frégate, il est attaqué par deux vaisseaux anglais. Il repousse le HMS London (90) qu'il endommage gravement. Blessé, il réussit à se dégager, mais le Scipion heurte un rocher et coule peu de temps après. L'équipage est capturé. C'est l'un des derniers combats contre la Royal Navy en Amérique. Louis XVI le fait comte à l'issue de cet engagement, et il obtient en 1783, une pension de 800 livres sur le budget l'Ordre royal et militaire de Saint-Louis.

### Contre-amiral sous la Révolution française
Après avoir commandé au Sénégal, il revint aux Îles Sous-le-Vent et à Saint-Domingue où, en  1791, il est chef de la station navale, commandant des  forces navales de la partie française de l'île avec le grade  de contre-amiral à compter du 1er janvier 1792. Aux prises avec l'agitation qui, dès 1790, règne parmi les  équipages, il parvint à y maintenir l'ordre. Lors des graves difficultés qui, à la fin de 1790, opposent les patriotes de Port-au-Prince aux hommes de couleur et aux blancs plus modérés de la Croix-des-Bouquets, au nord de la ville, il essaye de s'interposer - sans grand succès - entre les parties.
C'est, en fait, aux gens de la Croix des Bouquets que va sa sympathie. Il considère, en particulier, que le seul moyen pour les blancs de s'assurer le soutien des gens de couleur pour empêcher un soulèvement des esclaves de la Partie Ouest est de leur accorder les droits politiques qu'ils revendiquent. « Je regarde comme certain que, si les blancs voulaient agir avec eux franchement et ne pas chercher à s'opposer à la jouissance de leur nouvelle prérogative, tout serait tranquille dans cette partie, les hommes de couleur ne voulant plus  alors s'occuper que d'arrêter le soulèvement des ateliers qui en avaient le projet. » Et le 4 décembre suivant, il écrivait aux Commissaires nationaux civils arrivés depuis peu dans la colonie : « Le désordre est au  comble dans cette partie de la colonie. Elle est perdue si vous ne vous hâtez de fixer le sort des hommes de couleur ». Attitude qui lui vaut l'hostilité des blancs de Port-au-Prince, vivement opposés aux revendications des gens de couleur.
Rentré en France à la fin de 1792, l'amiral de Grimouard décide de quitter le service et de se retirer à Rochefort; il refuse le grade de vice-amiral que lui offrait Monge, alors ministre de la Marine. « Dénoncé  dans les clubs comme  agent  de  l'étranger », il est traduit devant le tribunal révolutionnaire de Rochefort, condamné et guillotiné le 7 février 1794, à l'âge de 51 ans. Parmi ses accusateurs figuraient deux français de Port-au-Prince, Lignières  et Brudieu. Dès le lendemain de l'exécution, le premier écrivait aux commissaires de Saint-Domingue près  la  Convention : « Grimouard, vice-amiral, a été (…) condamné à la peine de mort, convaincu d'être complice de Blanchelande, notre activité a démasqué ce traître… ».
Dans sa lettre du 15 octobre 1791 à Thévenard, l'amiral de Grimouard ajoutait: « Ne doutez pas, messieurs, de tous mes efforts à concourir (…) au salut public quoique je n'aie plus rien à perdre dans cette colonie puisque toute la fortune de mes enfants située au Quartier Morin consistant en une portion de sucrerie est entièrement réduite en cendres ».

## Mariage et descendance
Il épouse le 1er décembre 1779, à Rochefort, Julie Catherine de Turpin de Jouhé, petite-fille de Jean-Baptiste Mac Nemara (1688-1756), vice-amiral de la flotte du Ponant. De cette union nait :
- Julie Marie Louise Constance de Grimoüard (née en 1780)

## Sources et bibliographie
- Revue de Bretagne et de Vendée sur Google Livres, vol. 27, J. Forest ainé, 1870, p. 337-347 ;
- Alexandre Mazas, Histoire de l'ordre royal et Militaire de Saint-Louis depuis son institution en 1693 jusqu'en 1830 sur Google Livres, vol. 2, Firmin Didot frères, fils et Cie, 1860, p. 283 ;
- Constant Merland, Biographies vendéennes, Nantes, 1883, [lire en ligne] ;
- Pierre-Damien Rainguet, Biographie saintongeoise, Niort, 1851, 624 p. (lire en ligne), p. 279-282 ;
- (en) Joseph Allen, Battles of the British Navy, Londres, Henry Bohn, 1852, 349–350 p. (lire en ligne)